# Hans-Jürgen Kahlfuß
Hans-Jürgen Kahlfuß (* 27. August 1936 in Königsberg) ist ein deutscher Bibliothekar.

## Leben
Er absolvierte ein Lehramtsstudium mit den Fächern Mathematik, Geographie und Geschichte in Kiel. Nach dem Staatsexamen promovierte er am 8. Oktober 1964 zum Dr. rer. nat. in historischer Geographie und schloss ein wissenschaftliches Bibliotheksreferendariat ab. Er war Direktor der Universitätsbibliothek Kassel. Seit 1985 war er Vorsitzender des Vereins für hessische Geschichte und Landeskunde mit Sitz in Kassel.

## Schriften (Auswahl)
- Zentrale Kartensammlungen an westdeutschen Hochschulen. Vorschläge für eine koordinierte Erwerbung und Verwaltung der Bestände. Bad Godesberg 1967, OCLC 1077946893.
- Landesaufnahme und Flurvermessung in den Herzogtümern Schleswig, Holstein und Lauenburg vor 1864. Beiträge zur Geschichte Nordalbingiens. Neumünster 1969, OCLC 882454843.
- Geschichte der amtlichen Kartographie der Herrschaft Schmalkalden. Kassel 2001, ISBN 3-925333-38-X.
- 175 Jahre Verein für Hessische Geschichte und Landeskunde. 5 Bände. Verein für Hessische Geschichte und Landeskunde, Kassel 2009–2010.
- Chronik 152 Jahre Akademische Turnverbindung Teutonia Erlangen. 8. Mai 1864 bis 8. Mai 2016. Baunatal 2016, ISBN 978-3-925333-76-7.